# Esparsettsläktet

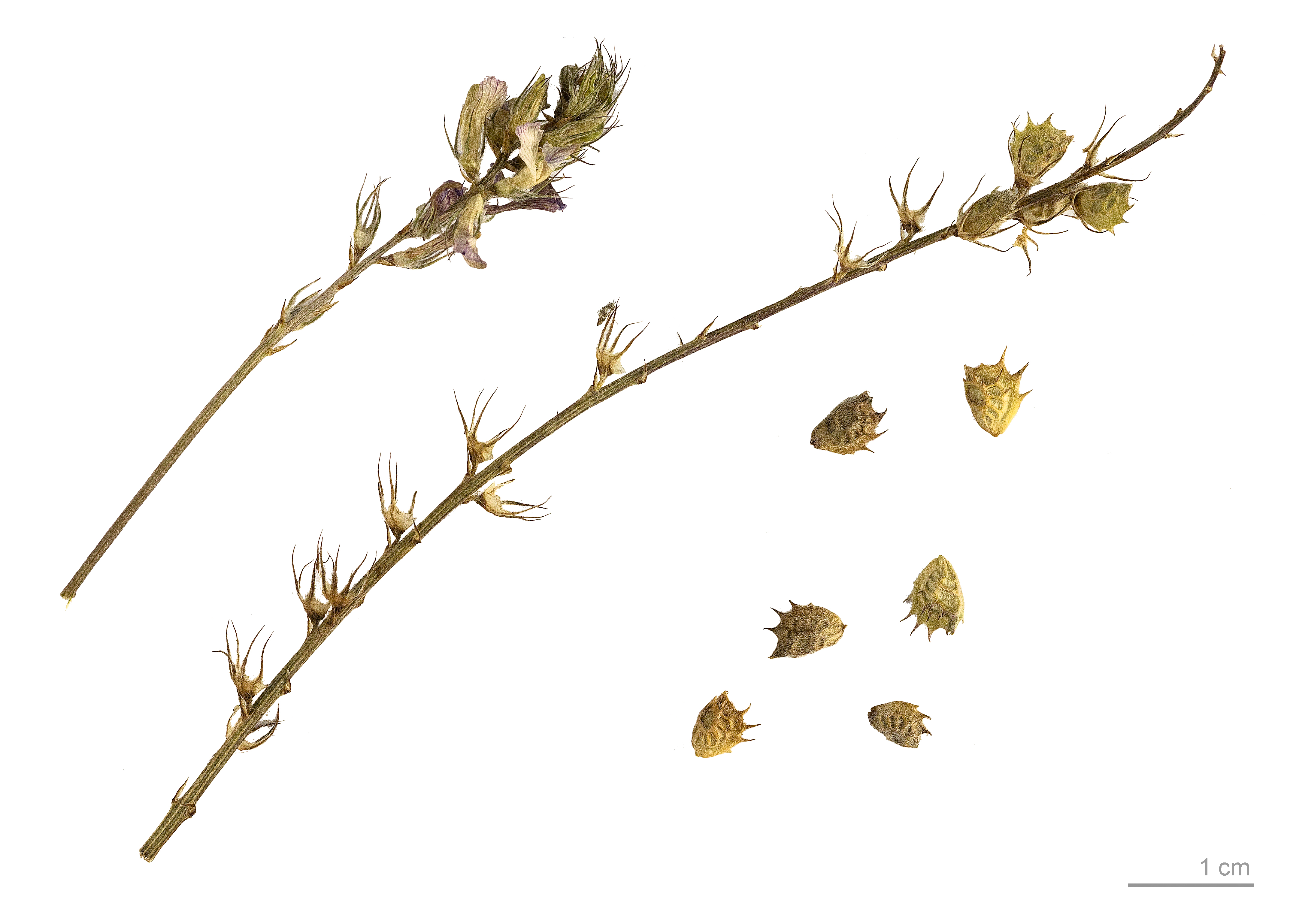
Onobrychis argentea

Esparsettsläktet även Esparsetter (Onobrychis) är ett växtsläkte i familjen ärtväxter med cirka 130 arter och förekommer i Eurasien, norra och tropiska nordöstra Afrika. Esparsett (O. viciifolia) odlas som trädgårdsväxt i Sverige.
De är örter eller halbuskar, ibland små med törnen och med parbladiga blad, i klasar eller ax sittande röda, ibland gula eller vita blommor och oledad, taggig eller kamlikt tandad baljfrukt.

## Bildgalleri

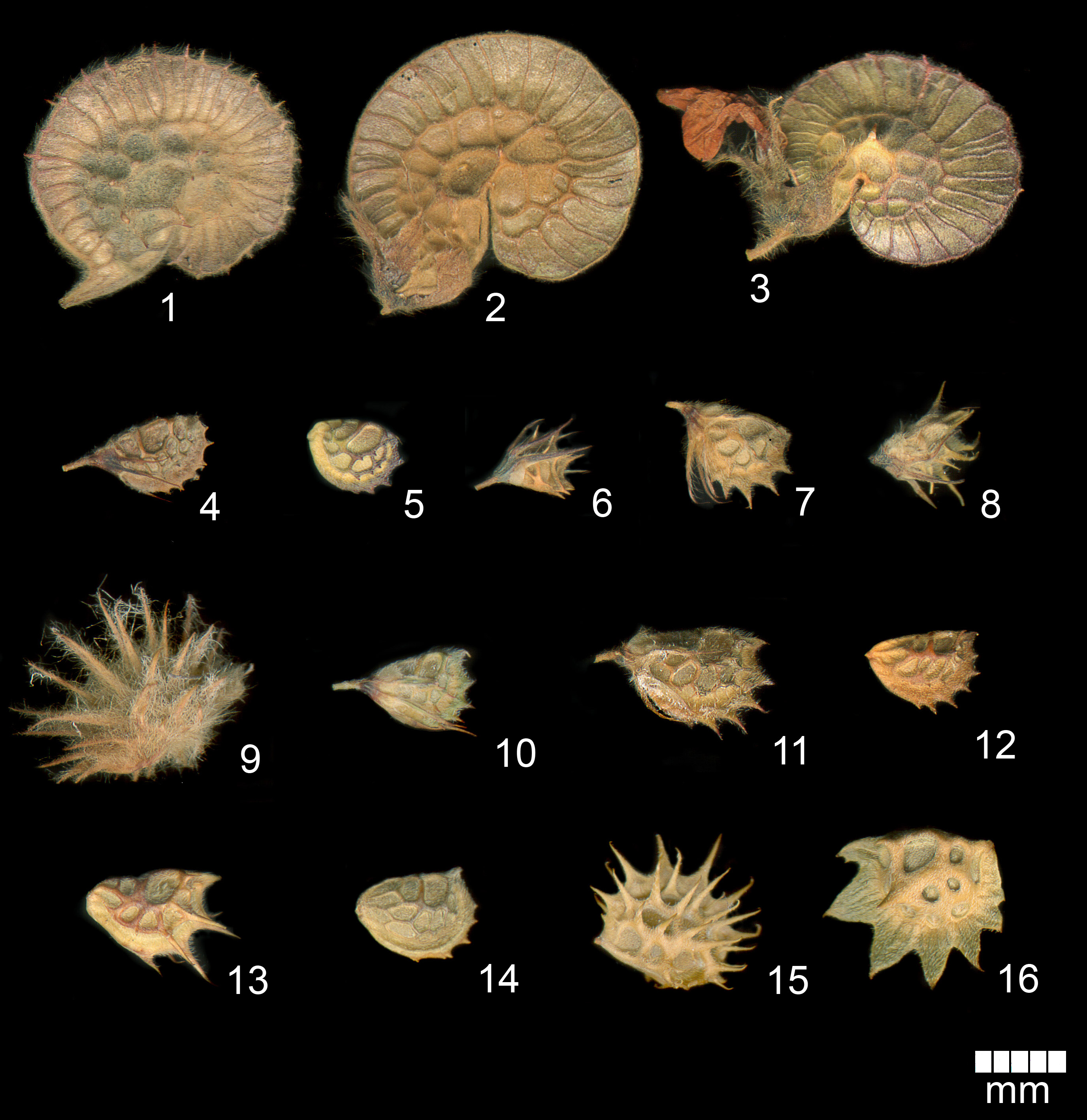
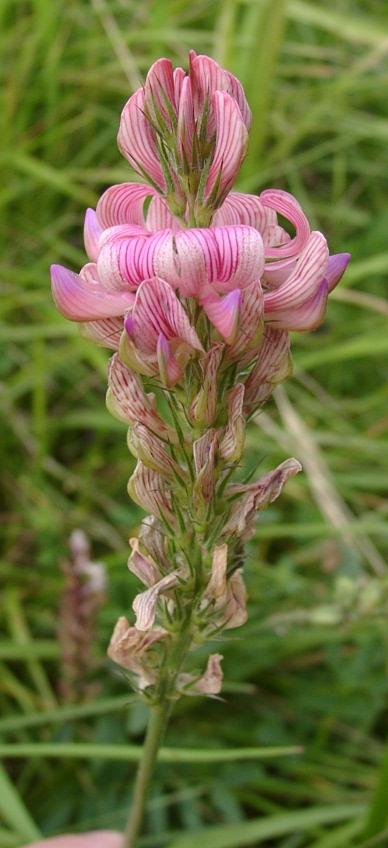
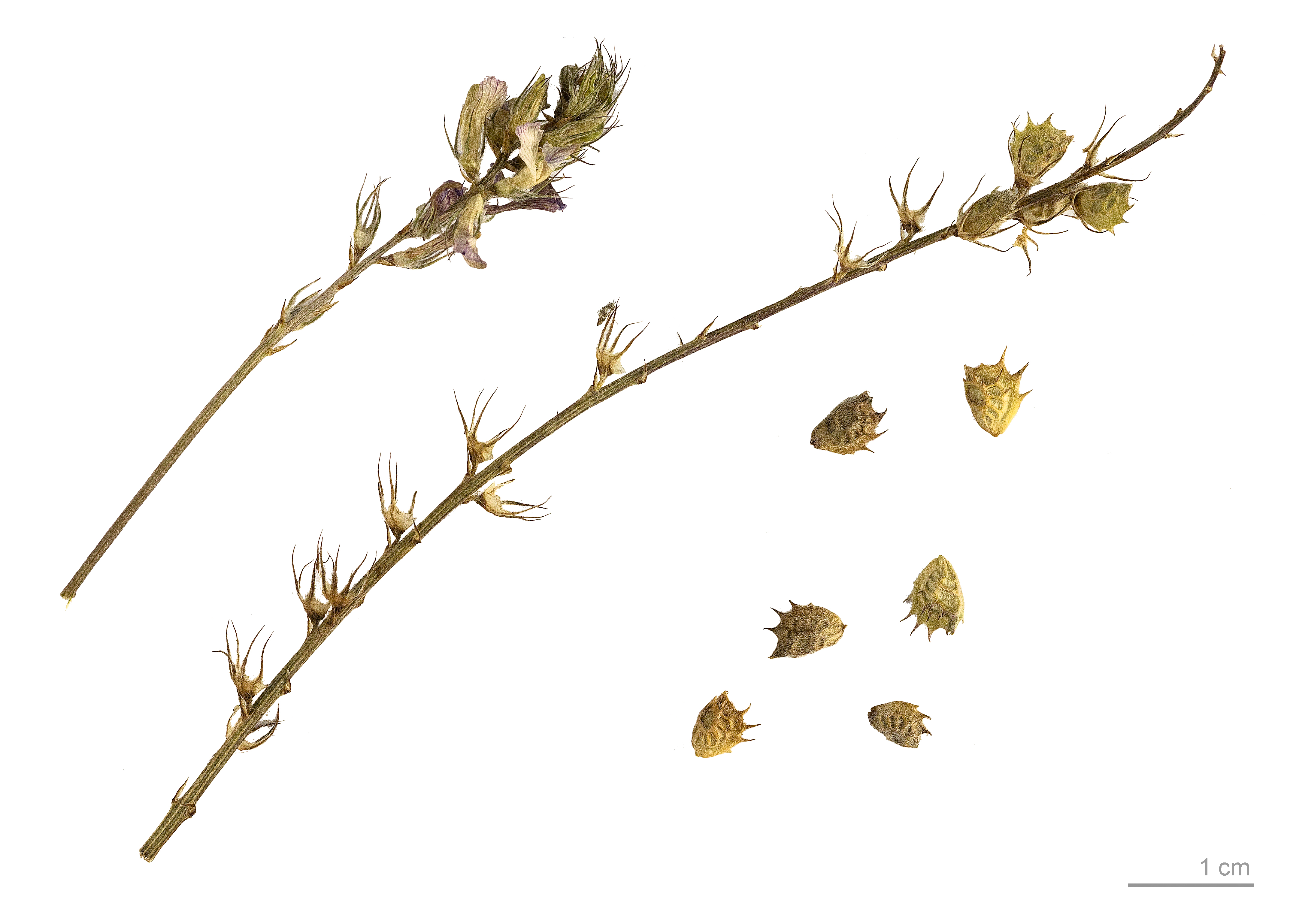

## Dottertaxa till Esparsetter, i alfabetisk ordning[3]
- Onobrychis acaulis
- Onobrychis aequidentata
- Onobrychis afghanica
- Onobrychis alatavica
- Onobrychis alba
- Onobrychis aliacmonia
- Onobrychis altissima
- Onobrychis alyassinicus
- Onobrychis amoena
- Onobrychis andalanica
- Onobrychis angustifolia
- Onobrychis arenaria
- Onobrychis argyrea
- Onobrychis arnacantha
- Onobrychis atropatana
- Onobrychis aucheri
- Onobrychis baldshuanica
- Onobrychis bertiscea
- Onobrychis bicornis
- Onobrychis biebersteinii
- Onobrychis bobrovii
- Onobrychis buhseana
- Onobrychis bungei
- Onobrychis cadevallii
- Onobrychis caput-galli
- Onobrychis caput-gallii
- Onobrychis chorassanica
- Onobrychis conferta
- Onobrychis cornuta
- Onobrychis crista-galli
- Onobrychis cyri
- Onobrychis daghestanica
- Onobrychis darwasica
- Onobrychis dealbata
- Onobrychis degenii
- Onobrychis depauperata
- Onobrychis dielsii
- Onobrychis ebenoides
- Onobrychis echidna
- Onobrychis elymaitiaca
- Onobrychis eubrychidea
- Onobrychis fallax
- Onobrychis ferganica
- Onobrychis freitagii
- Onobrychis galegifolia
- Onobrychis gaubae
- Onobrychis gontscharovii
- Onobrychis gracilis
- Onobrychis grandis
- Onobrychis grossheimii
- Onobrychis gypsicola
- Onobrychis hajastana
- Onobrychis hamata
- Onobrychis haussknechtii
- Onobrychis heliocarpa
- Onobrychis heterophylla
- Onobrychis hohenackerana
- Onobrychis humilis
- Onobrychis hypargyrea
- Onobrychis iberica
- Onobrychis inermis
- Onobrychis iranica
- Onobrychis iranshahrii
- Onobrychis jailae
- Onobrychis kabylica
- Onobrychis kachetica
- Onobrychis kemulariae
- Onobrychis kermanensis
- Onobrychis kluchorica
- Onobrychis komarovii
- Onobrychis kotschyana
- Onobrychis lahidjanicus
- Onobrychis laxiflora
- Onobrychis longipes
- Onobrychis lunata
- Onobrychis luristanica
- Onobrychis macrorrhiza
- Onobrychis major
- Onobrychis majorovii
- Onobrychis mazanderanica
- Onobrychis megalobotrys
- Onobrychis megaloptera
- Onobrychis megataphros
- Onobrychis melanotricha
- Onobrychis mermuelleri
- Onobrychis meschetica
- Onobrychis michauxii
- Onobrychis micrantha
- Onobrychis microptera
- Onobrychis montana
- Onobrychis nemecii
- Onobrychis nikitinii
- Onobrychis novopokrovskii
- Onobrychis nummularia
- Onobrychis oxyodonta
- Onobrychis oxyptera
- Onobrychis oxytropoides
- Onobrychis pallasii
- Onobrychis pallida
- Onobrychis paucidentata
- Onobrychis persica
- Onobrychis petraea
- Onobrychis pindicola
- Onobrychis plantago
- Onobrychis poikilantha
- Onobrychis psoraleifolia
- Onobrychis ptolemaica
- Onobrychis ptychophylla
- Onobrychis pulchella
- Onobrychis pyrenaica
- Onobrychis radiata
- Onobrychis rechingerorum
- Onobrychis reuteri
- Onobrychis ruprechtii
- Onobrychis samanganica
- Onobrychis saravschanica
- Onobrychis sauzakensis
- Onobrychis saxatilis
- Onobrychis schahuensis
- Onobrychis schuschajensis
- Onobrychis scrobiculata
- Onobrychis sennenii
- Onobrychis shahpurensis
- Onobrychis sintenisii
- Onobrychis sirdjanicus
- Onobrychis sojakii
- Onobrychis sphaciotica
- Onobrychis spinosissima
- Onobrychis splendida
- Onobrychis stenorhiza
- Onobrychis stenostachya
- Onobrychis stewartii
- Onobrychis subacaulis
- Onobrychis subnitens
- Onobrychis supina
- Onobrychis susiana
- Onobrychis szovitsii
- Onobrychis talagonica
- Onobrychis tavernieraefolia
- Onobrychis tesquicola
- Onobrychis tournefortii
- Onobrychis transcaspica
- Onobrychis transcaucasica
- Onobrychis vaginalis
- Onobrychis vassilczenkoi
- Onobrychis verae
- Onobrychis wettsteinii
- Onobrychis viciifolia